# Крёгер, Жорж
Жорж Крёгер (фр. Georges Croegaert; 7 октября 1848, Антверпен — 23 августа 1923[…], Канны) — бельгийский художник-академист, работавший во Франции.

## Биография
Родился в 1848 году в Антверпене. Художественное образование получил там же, в Академии изящных искусств Антверпена, после чего в 1876 году переехал в Париж, где проживал в дальнейшем. Между 1882 и 1914 годами регулярно выставлял свои картины на Парижском салоне.
Крёгер был признанным и коммерчески успешным живописцем, который писал портреты, жанровые сцены и натюрморты, однако наибольшую известность получил как один из создателей «сценок с кардиналами» — умеренно антиклерикальных юмористических картин, на которых кардиналы католической церкви, на фоне роскошных интерьеров, предаются занятиям, считающимся неподобающими для них или неожиданными: чревоугодие, выпивка, азартные игры, игра с котятами и т. д.
Скончался в 1923 году в Каннах.

## Галерея

### Кардиналы

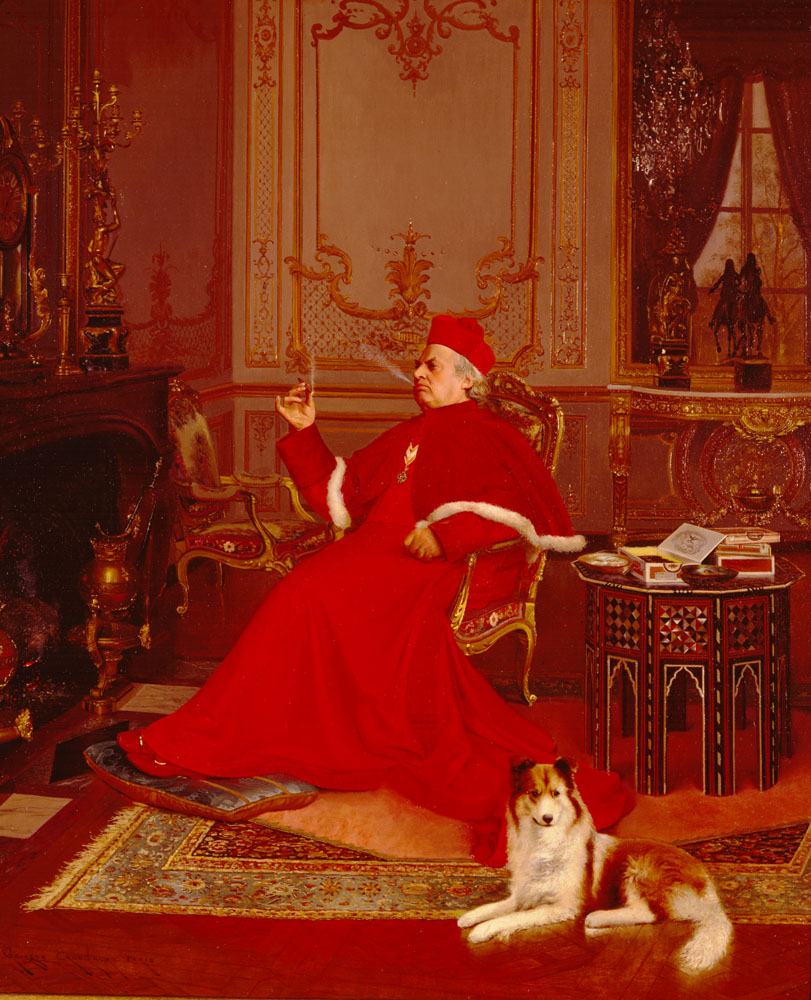
Курение втихомолку
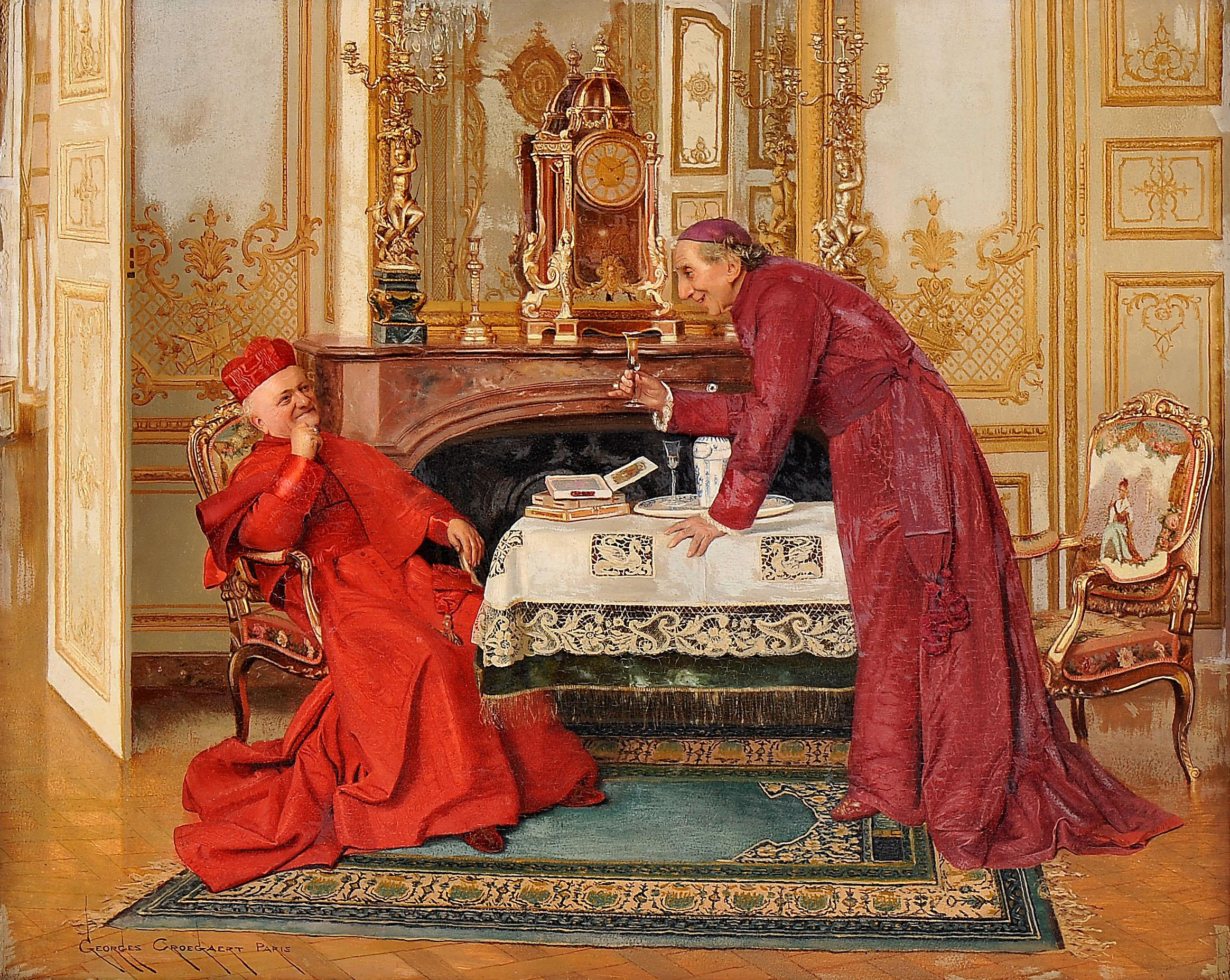
Ликёр после кофе
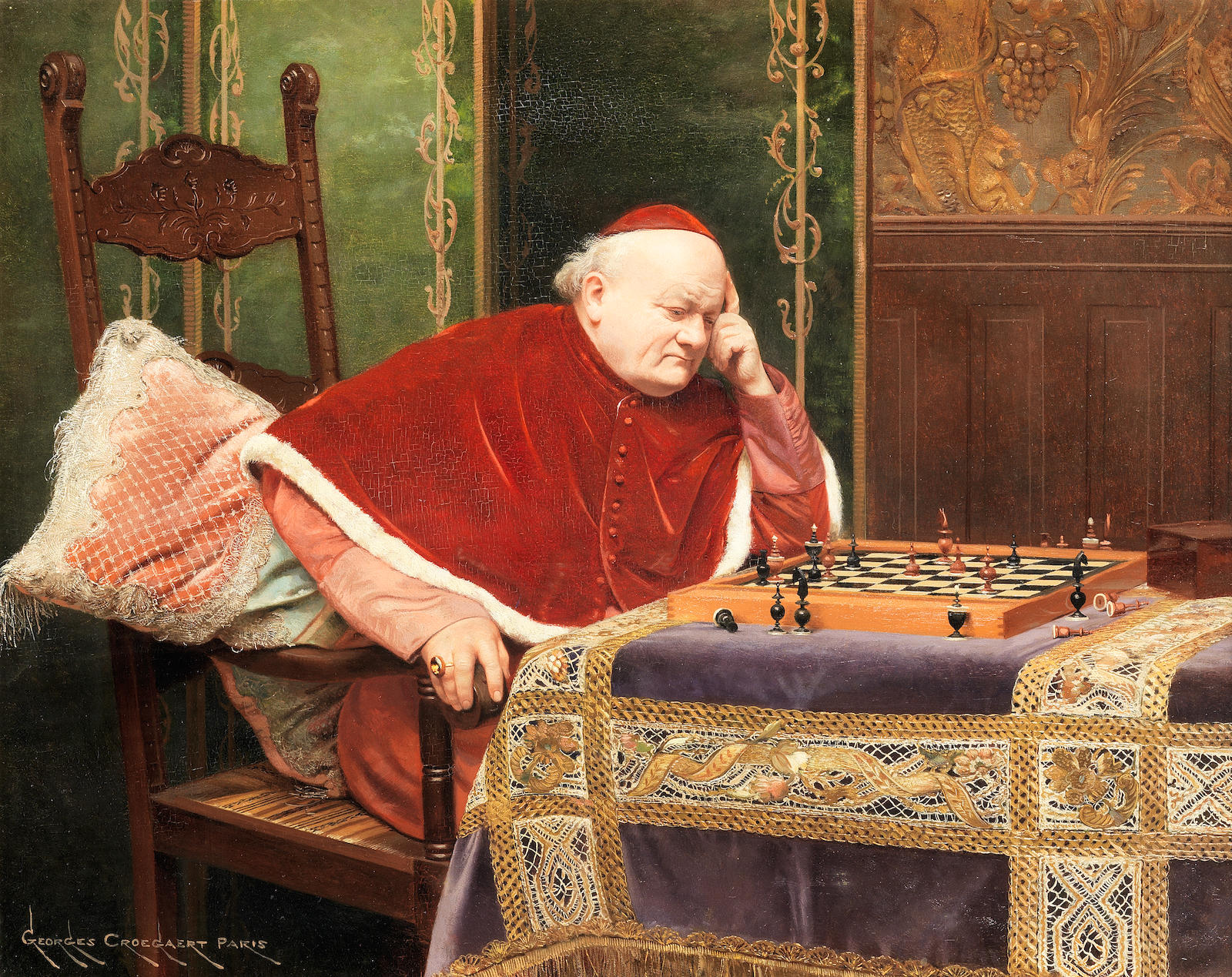
Партия в шахматы
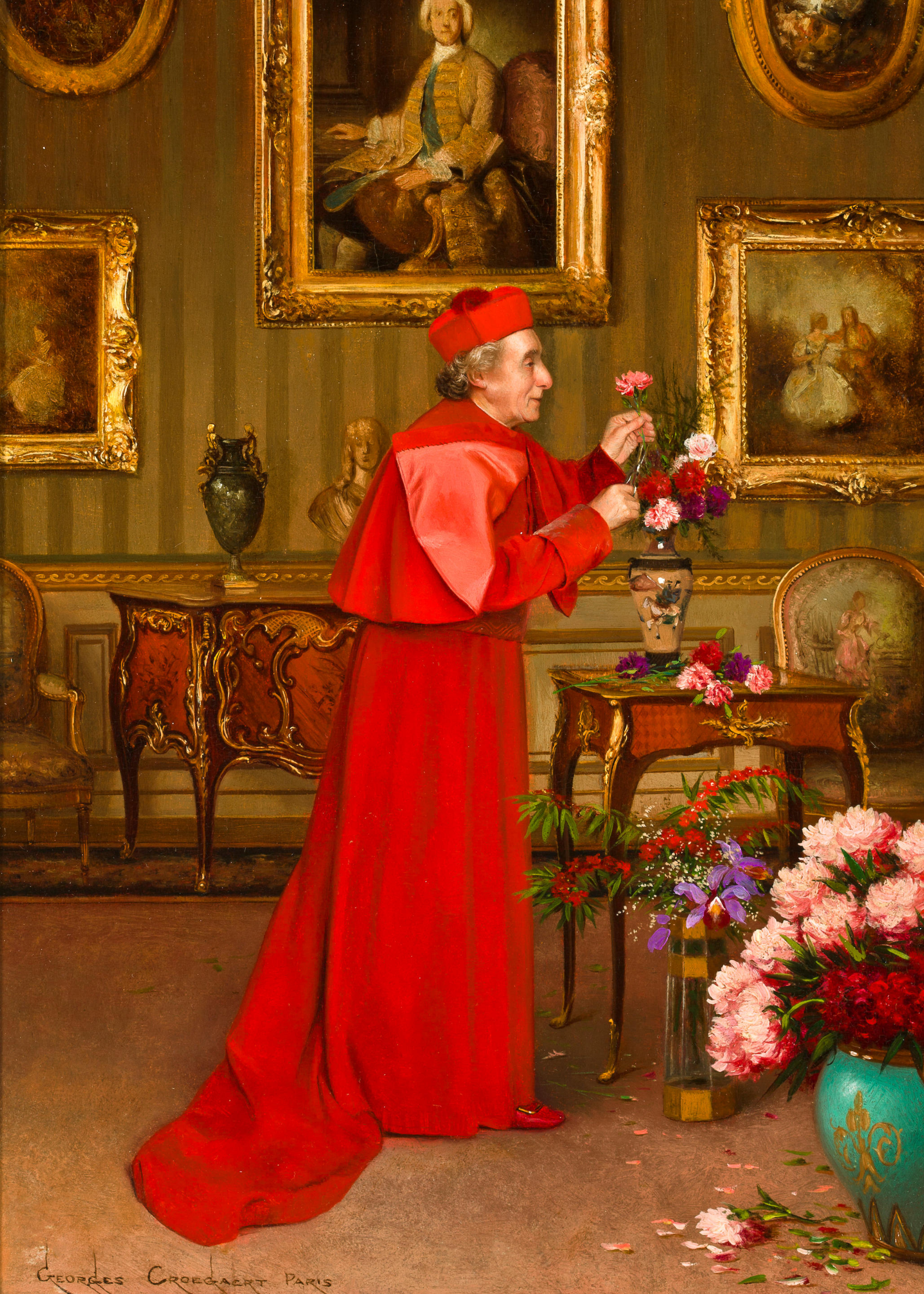
Последние штрихи
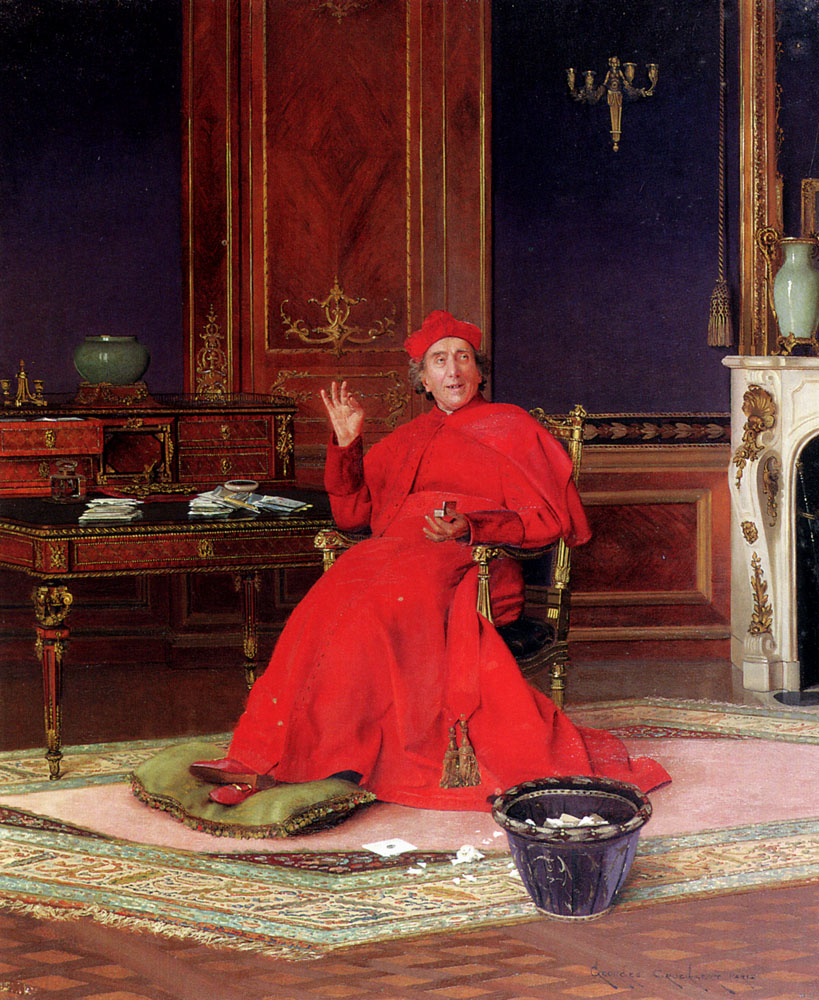
Нюхательный табак
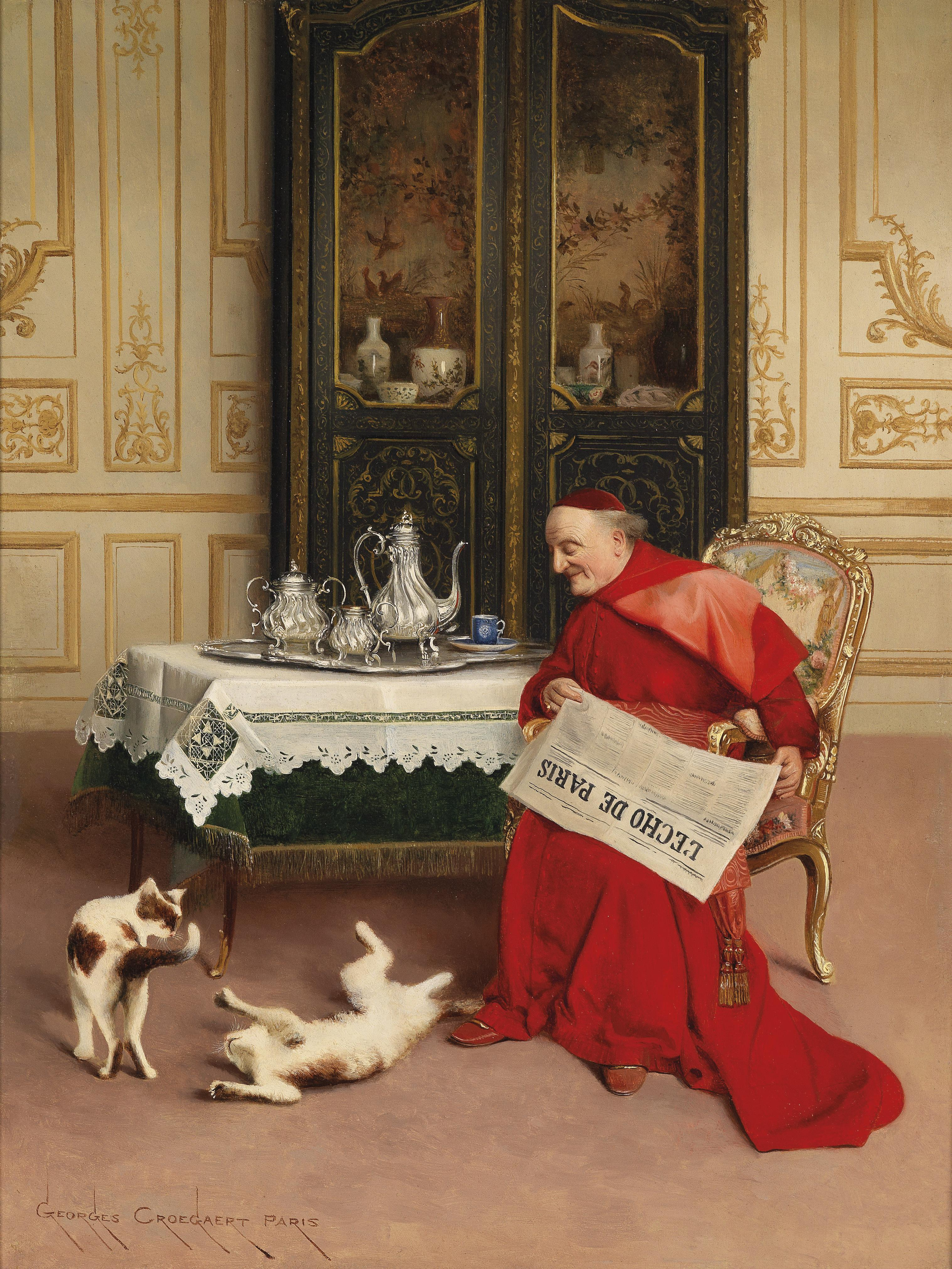
Играющие коты
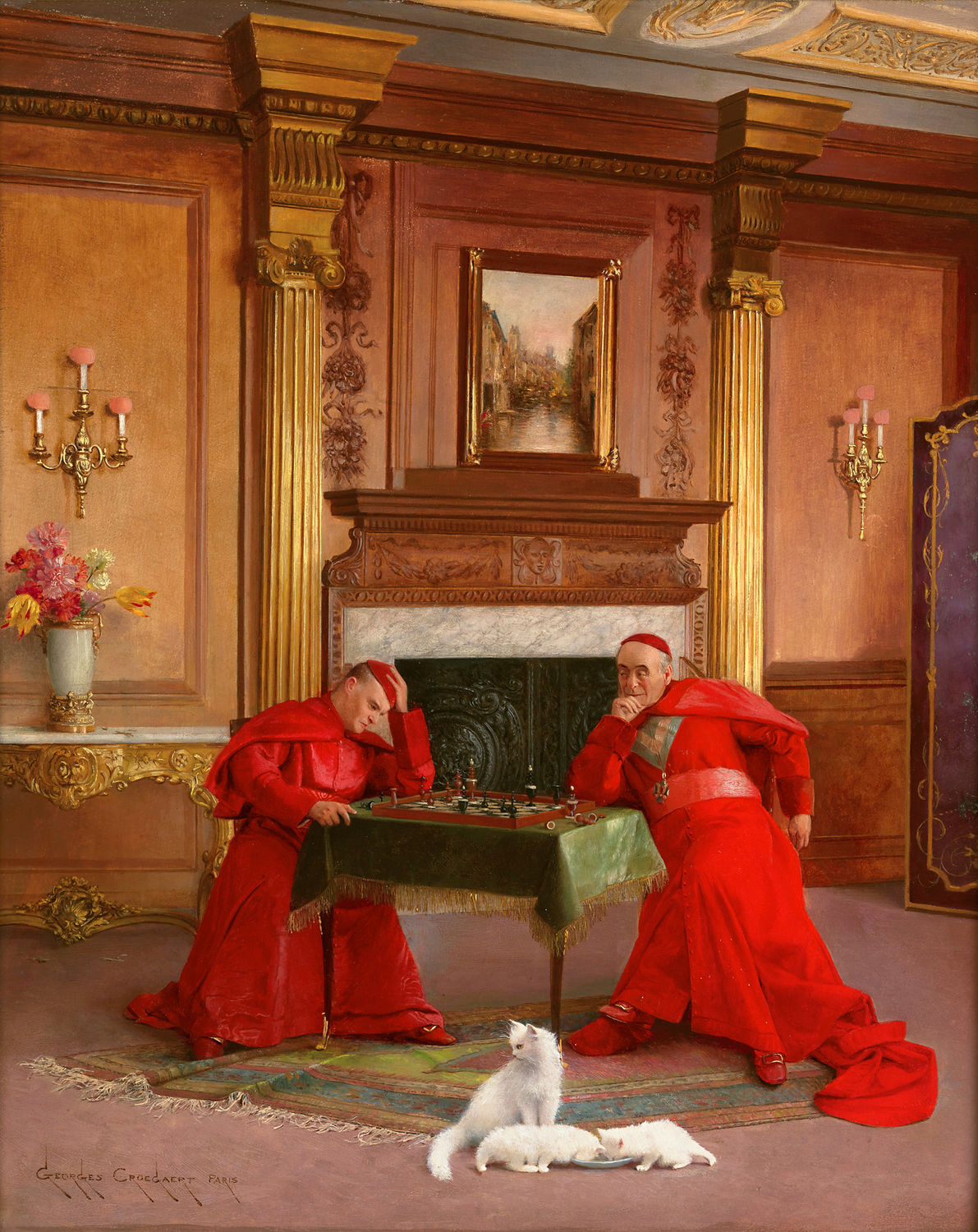
Игра в шахматы
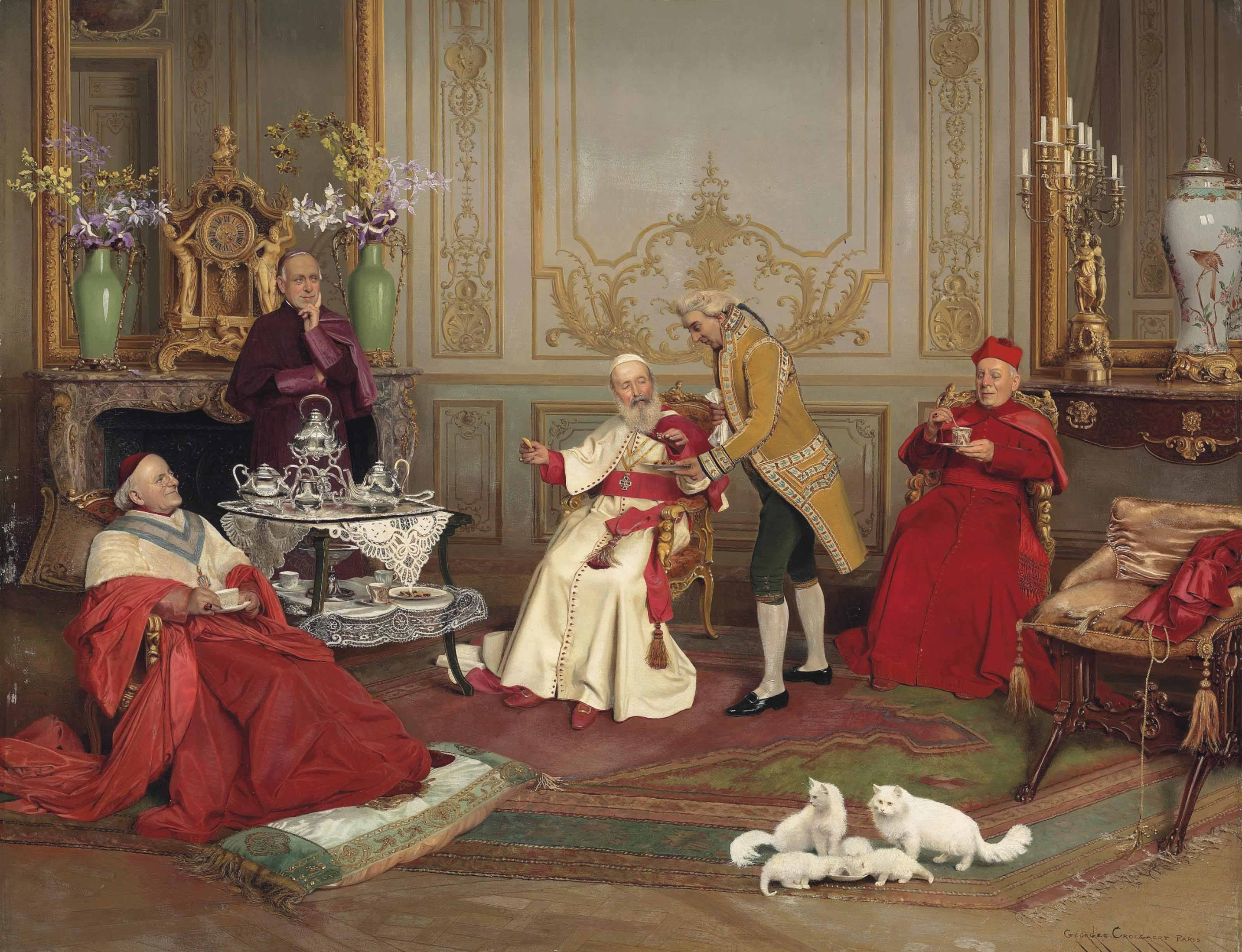
Почётный гость

### Другие работы

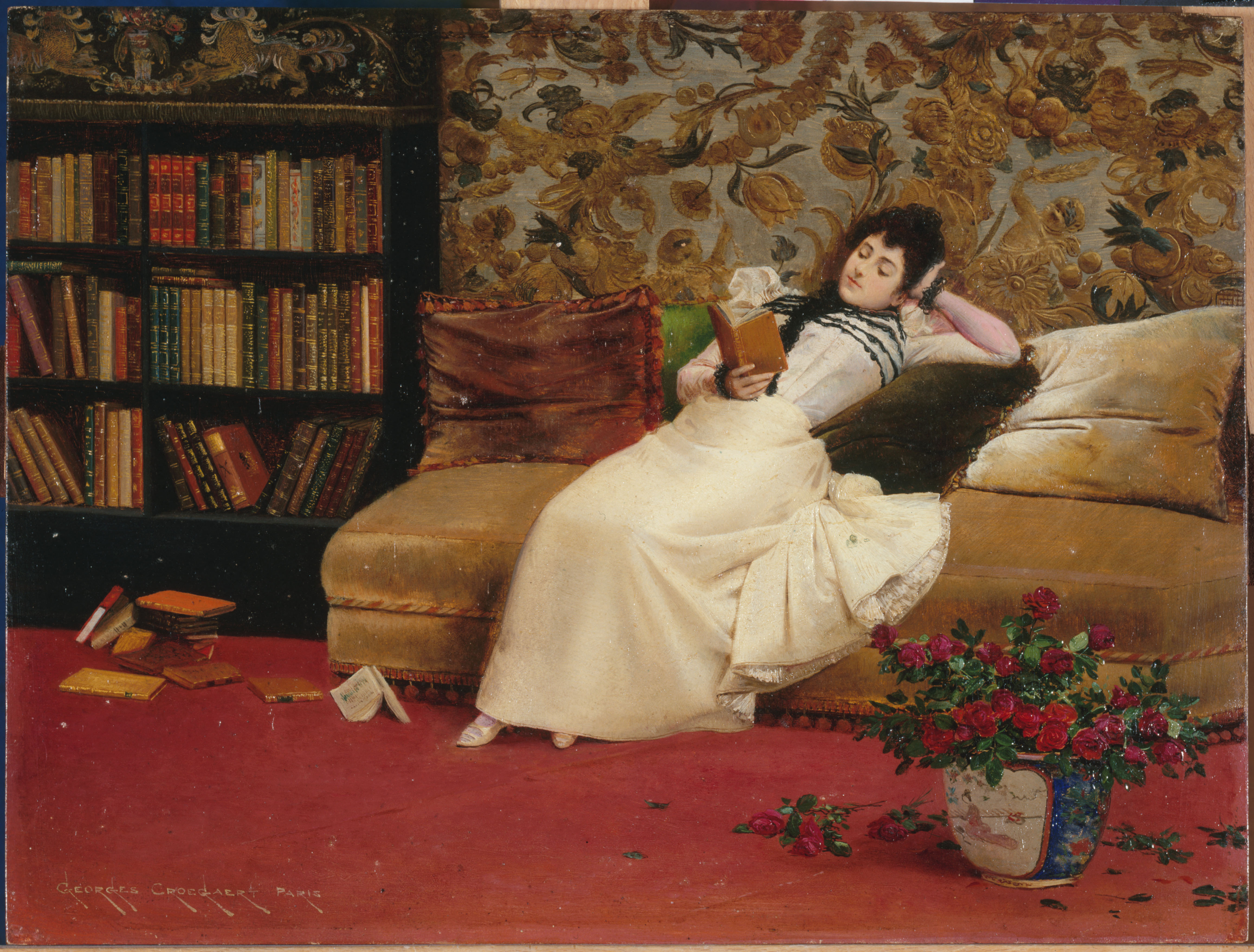
Чтение
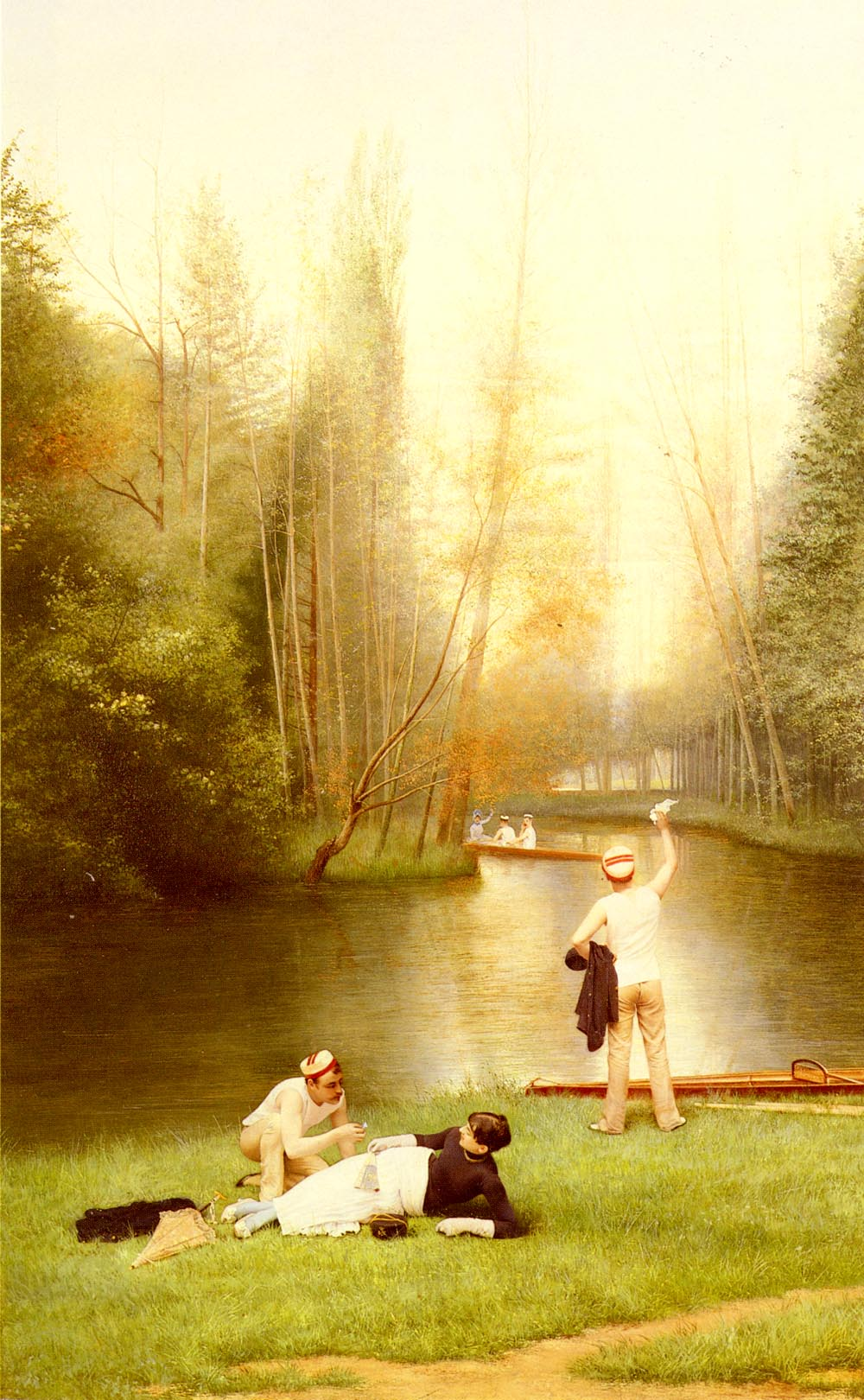
Флирт
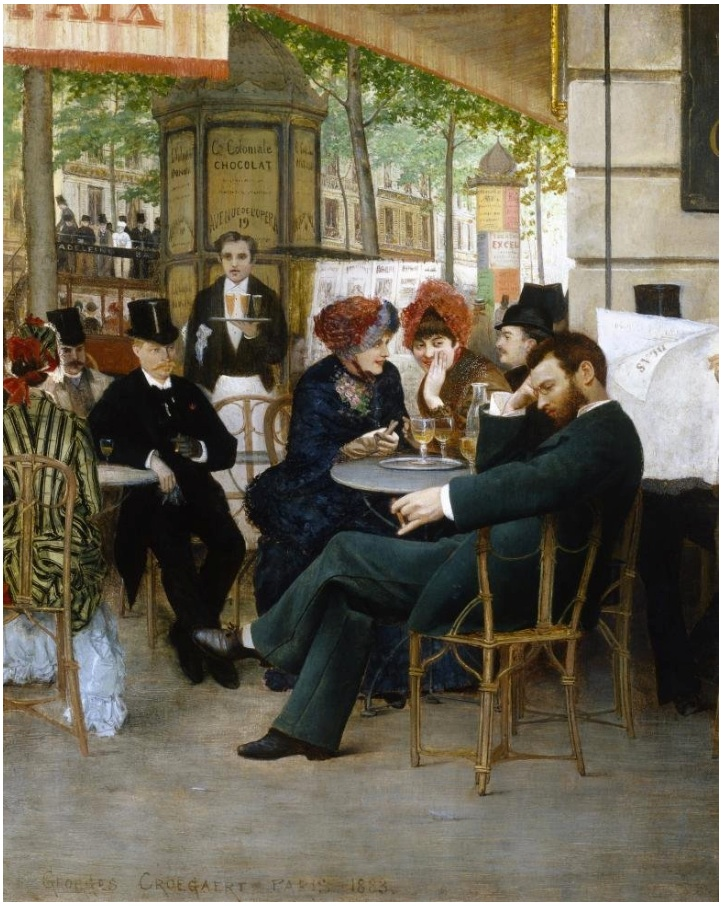
В парижском кафе
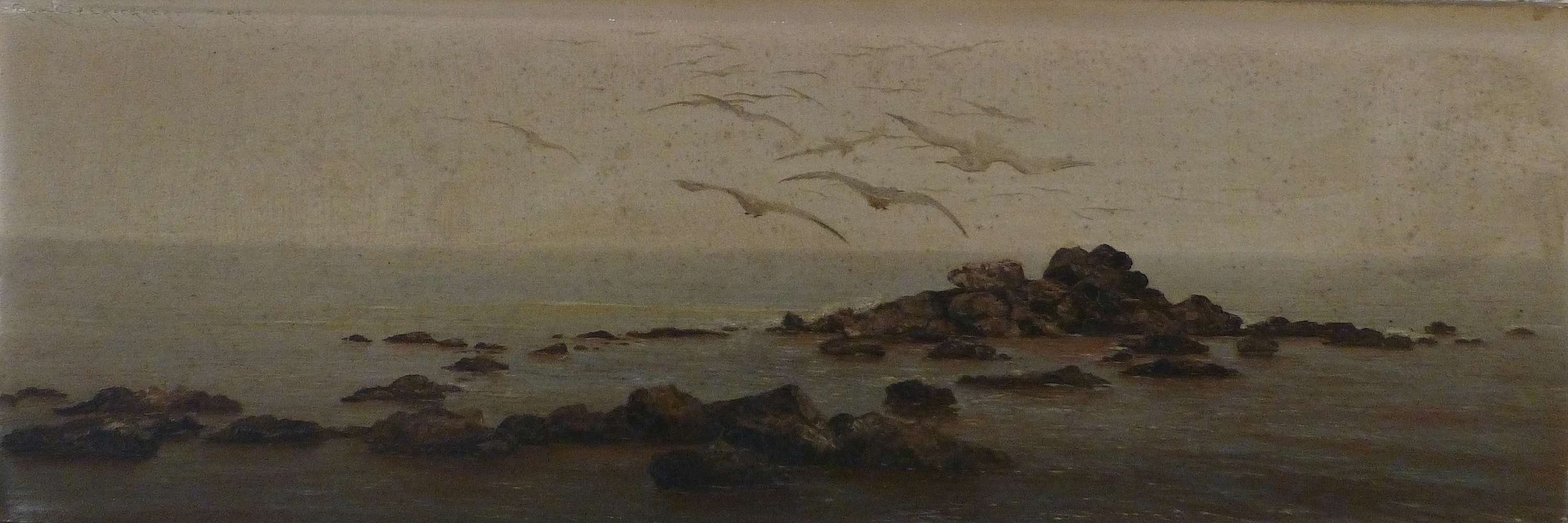
В Британии